# Вулиця Петра Панча (Львів)
Вулиця Петра Панча — вулиця у Шевченківському районі міста Львова, в місцевості Голоско. Сполучає проспект В'ячеслава Чорновола та вулицю Варшавську. Прилучаються вулиці Юрія Липи, Томаша Масарика і Кедрова.

## Історія та забудова
Вулиця прокладена у 1983 році, тоді ж отримала сучасну назву на пошану Петра Панча, українського радянського письменника.
Забудована типовими дев'ятиповерховими будинками 1980-х років. 18-поверховий будинок під № 18б споруджений у 2010-х роках. Під № 12а розташований храм Святого Рівноапостольного Володимира Великого, що належить Православній церкві України.
Перед будинком № 10 було невелике озеро, яке з часом перетворилося на болото і майже висохло. У 2016 році місцеві мешканці ініціювали відновлення озера та створення рекреаційної зони навколо нього. У 2021 році розпочаті роботи з відновлення озера та прилеглої до нього території, але через початок повномасштабної війни роботи з реконструкції озера припинені у 2022 році.

## Установи
- буд. № 7а — медичний центр «Життя»[13];
- буд. № 12а — храм Святого Рівноапостольного Володимира Великого (ПЦУ)[14];
- буд. № 16 — заклад дошкільної освіти (ясла-садок) комбінованого типу№ 31 «Котигорошко» Львівської міської ради Львівської області[15][16];
- буд. № 26 — супермаркет «Рукавичка»[17].